# Reiterdenkmal Wilhelms III.

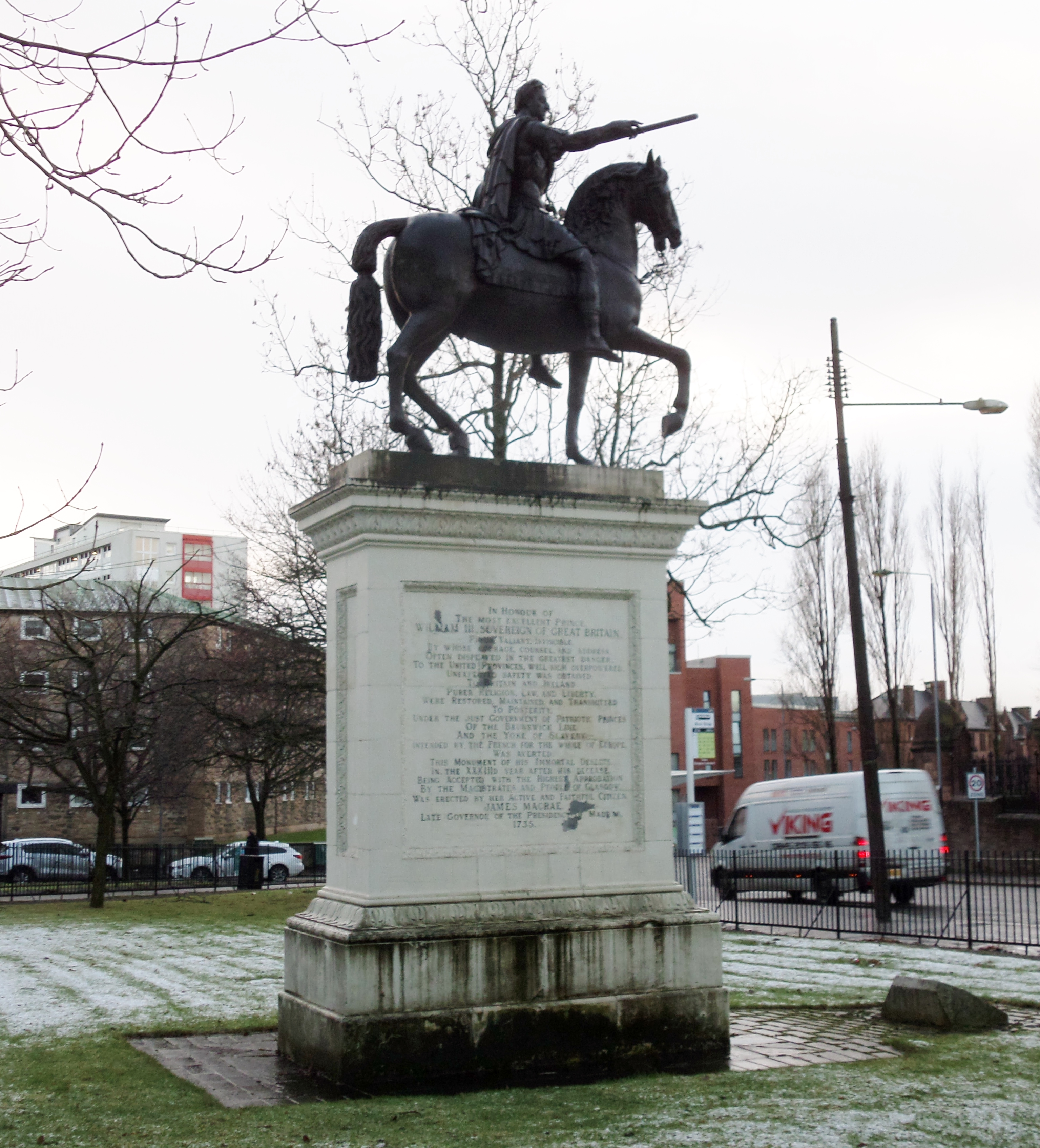
Reiterdenkmal Wilhelms III.

Das Reiterdenkmal Wilhelms III. ist ein Denkmal in der schottischen Stadt Glasgow. 1966 wurde das Bauwerk in die schottischen Denkmallisten in der höchsten Denkmalkategorie A aufgenommen.

## Beschreibung
Das Denkmal erinnert an den englischen König Wilhelm III. Der ehemalige Gouverneur von Fort St. George, James Macrae, stiftete die Statue im Jahre 1735. Der Skulpteur ist nicht überliefert. Es bestehen jedoch Parallelen zu einer Statue im englischen Kingston upon Hull, welche der niederländische Bildhauer Peter Scheemakers schuf.
Das Reiterdenkmal befand sich einst in der Nähe des Marktkreuzes am Trongate. Es wurde an seinen jetzigen Standort im Cathedral Square nahe der St Mungo’s Cathedral versetzt.
Die Bronzestatue ruht auf einem hohen Postament aus Granit. Sie zeigt den König auf einem Pferd sitzend. Der Schwanz des Pferdes war einst mit einem Kugelgelenk gelagert, um eine Bewegung im Wind zu ermöglichen.